# Liste der Kulturdenkmäler in Hinzweiler
In der Liste der Kulturdenkmäler in Hinzweiler sind alle Kulturdenkmäler der rheinland-pfälzischen Ortsgemeinde Hinzweiler aufgeführt. Grundlage ist die Denkmalliste des Landes Rheinland-Pfalz (Stand: 6. September 2022).

## Denkmalzonen
| Bezeichnung                    | Lage                       | Baujahr | Beschreibung                                              | Bild                           |
| ------------------------------ | -------------------------- | ------- | --------------------------------------------------------- | ------------------------------ |
| Denkmalzone Jüdischer Friedhof | Bergstraße, bei Nr. 7 Lage | 1870    | von Hecke umfriedetes Areal, 1870 angelegt, 57 Grabsteine | weitere Bilder Fotos hochladen |

## Einzeldenkmäler
| Bezeichnung                 | Lage                | Baujahr | Beschreibung                                                                                              | Bild                           |
| --------------------------- | ------------------- | ------- | --- | ------------------------------ |
| Protestantische Pfarrkirche | Hauptstraße 44 Lage | um 1600 | Saalbau, bezeichnet 1727, spätmittelalterlicher Chor, darüber Glockenturm um 1600; Pfarrergrabstein, 1741 | weitere Bilder Fotos hochladen |
| Hofanlage                   | Hauptstraße 47 Lage | um 1830 | stattlicher Dreiseithof; Einfirstanlage, um 1830, fünfachsiges Wohnhaus 1868                              | Fotos hochladen                |
| Protestantisches Pfarrhaus  | Hauptstraße 48 Lage | 1835/36 | Putzbau im Rundbogenstil, 1835/36, Architekt Ferdinand Beyschlag, Kaiserslautern                          | Fotos hochladen                |